# Чемпионат мира по фризским шашкам
Чемпионат мира по фризским шашкам — соревнования, проводимые с 2018 года. Их форма — турнир или матч.

## История
Первый чемпионат мира проходил с 3 по 10 августа 2018 года в Леувардене, Нидерланды. Участие приняли 16 шашистов из 7 стран. Соревнования проводились в два этапа. После первого этапа четверо лучших сыграли в финале по круговой системе. Для определения чемпиона проводился дополнительный матч между поделившими первое место россиянином Александром Георгиевым и представителем Нидерландов Мартеном Валингой. Первым чемпионом мира стал Мартен Валинга.
В августе 2021 году прошёл матч за титул чемпиона мира между Мартеном Валингой и Фолкертом Грунвелдом, в котором победу одержал Мартен Валинга.
С 16 по 24 августа 2024 году проводился чемпионат мира в формате турнир. В нём сыграли 16 шашистов из 5 стран. Чемпионом мира в третий раз подряд стал Мартен Валинга.

## Призеры
| Год                 | Золото         | Серебро            | Бронза       | Место проведения      | форма соревнований                    |
| Чемпионат мира 2018 | Мартен Валинга | Александр Георгиев | Елле Вирсма  | Нидерланды, Леуварден | турнир                                |
| 2021                | Мартен Валинга |                    |              | Нидерланды, Харлинген | матч с Фолкертом Грунвелдом (7,5:3,5) |
| Чемпионат мира 2024 | Мартен Валинга | Елле Вирсма        | Таке Коистра | Нидерланды, Харлинген | турнир                                |